# Nathan Wilmot
Nathan James Wilmot (Sydney, 19 december 1979) is een Australisch zeiler. 
Wilmot werd samen met Malcolm Page driemaal wereldkampioen en in 2008 olympisch kampioen.

## Palmares

### Wereldkampioenschappen
| Jaar | Plaats        | Resultaten |
| ---- | ------------- | ---------- |
| 2001 | Koper         | 470 klasse |
| 2003 | Cádiz         | 470 klasse |
| 2004 | Zadar         | 470 klasse |
| 2005 | San Francisco | 470 klasse |
| 2006 | Rizhao        | 470 klasse |
| 2007 | Cascais       | 470 klasse |

### Olympische Zomerspelen
| Jaar | Plaats  | Resultaten     |
| ---- | ------- | -------------- |
| 2004 | Athene  | 12e 470 klasse |
| 2008 | Qingdao | 470 klasse     |

1976: Harro Bode / Frank Hübner ·
1980: Marcos Soares / Eduardo Penido ·
1984: Luis Doreste / Roberto Molina ·
1988: Thierry Peponnet / Luc Pillot ·
1992: Jordi Calafat / Kiko Sánchez ·
1996: Yevhen Braslavets / Ihor Matviyenko ·
2000: Tom King / Mark Turnbull ·
2004: Kevin Burnham / Paul Foerster ·
2008: Malcolm Page / Nathan Wilmot ·
2012: Mathew Belcher / Malcolm Page ·
2016: Šime Fantela / Igor Marenić ·
2020: Mathew Belcher / William Ryan